# Snatch
Snatch är en amerikansk-brittisk film från 2000 skriven och regisserad av Guy Ritchie. Producerad av Matthew Vaughn.

## Handling
Boxningspromotorn Turkish (Jason Statham) och hans ovanlige medarbetare dras in i den organiserade brottsligheten när han ombedes organisera en boxningsmatch där en av boxarna, Mickey O'Neil (Brad Pitt), medvetet måste förlora. Samtidigt stjäls en stor diamant - av fel tjuv. Mickey O'Neil är en irländsk resande (pavee).

## Rollista (i urval)
- Jason Statham - Turkish
- Stephen Graham - Tommy
- Alan Ford - Brick Top Polford
- Brad Pitt - Mickey O'Neil
- Vinnie Jones - Bullet Tooth Tony
- Dennis Farina - Abraham 'Cousin Avi' Denovitz
- Rade Serbedzija - Boris The Blade
- Benicio Del Toro - Franky Four Fingers
- Robbie Gee - Vinny
- Lennie James - Sol
- Ade - Tyrone
- Mike Reid - Doug The Head
- Jason Flemyng - Darren
- Damien Norie - Don Norie
- Adam Fogerty - Gorgeous George